# Élections régionales de 2018 en Lombardie
Les élections régionales de 2018 en Lombardie se tiennent le dimanche 4 mars 2018 afin d'élire le président de la région et les 79 autres membres de la XIe législature du conseil régional de la région de Lombardie. L'élection se déroulait en même temps que l'élection générale italienne et l'élection régionale au Latium.
L'ancien maire de Varèse, Attilio Fontana, de la Ligue, succède au président sortant, Roberto Maroni, du même parti. Sa coalition de centre-droit conserve la majorité absolue au conseil régional.

## Contexte
Lors des dernières élections, Roberto Maroni, de la Ligue, succède à Roberto Formigoni du Peuple de la liberté au poste de gouverneur. Le centre-droit conserve la majorité absolue et ses 49 sièges. L'opposition de centre-gauche perd 6 sièges, tandis que le Mouvement 5 étoiles fait son entrée au conseil régional.

## Mode de scrutin
Depuis 2012, la Lombardie a adopté sa propre législation pour élire son Conseil, très similaire à la loi Tatarella de 1995, adoptée au niveau national.
Alors que le président de la Lombardie et le chef de l'opposition sont toujours élus au suffrage universel, les 78 conseillers sont élus sur les listes des partis sous une forme de représentation semi-proportionnelle. La coalition gagnante reçoit une prime majoritaire d'au moins 45 sièges, qui sont répartis entre tous les partis de la coalition majoritaire au Conseil en utilisant la méthode D'Hondt. Le processus est similaire pour les coalitions qui siègeront dans l'opposition. Chaque parti répartit ensuite ses sièges selon ses listes provinciales, où les candidats sont ouvertement sélectionnés.
Selon la loi du 17 février 1968, no. 108, le Conseil régional est élu tous les cinq ans. L'élection peut avoir lieu à partir du quatrième dimanche avant la fin de cette période de cinq ans.

### Répartition des sièges
| Provinces                 | Sièges | +/-           |  |
| Bergame                   | 9      | en stagnation |  |
| Brescia                   | 10     | en stagnation |  |
| Côme                      | 5      | en stagnation |  |
| Crémone                   | 3      | en stagnation |  |
| Lecco                     | 3      | en stagnation |  |
| Lodi                      | 2      | en stagnation |  |
| Mantoue                   | 3      | en stagnation |  |
| Milan                     | 24     | en stagnation |  |
| Monza et de la Brianza    | 7      | en stagnation |  |
| Pavie                     | 4      | en stagnation |  |
| Sondrio                   | 1      | en stagnation |  |
| Varèse                    | 7      | en stagnation |  |
| Candidats à la présidence | 2      | en stagnation |  |
| Total                     | 80     | en stagnation |  |

## Résultats
|                        |                        |            |            |                      |                              |                           |           |         |               |               |               |       |  |  |
| Présidence             | Présidence             | Présidence | Présidence | Présidence           | Conseil                      | Conseil                   | Conseil   | Conseil | Conseil       | Conseil       | Conseil       | Total |  |  |
| Candidats              | Candidats              | Votes      | %          | Sièges               | Partis                       | Partis                    | Votes     | %       | +/-           | Sièges        | +/-           | Total |  |  |
|                        | Attilio Fontana (Lega) | 2 793 370  | 49,75      | 1                    |                              |                           |           |         |               |               |               |       |  |  |
|                        | Attilio Fontana (Lega) | 2 793 370  | 49,75      | 1                    | Ligue (Lega)                 | 1 553 514                 | 29,64     | 16,68   | 28            | 13            |               |       |  |  |
|                        | Attilio Fontana (Lega) | 2 793 370  | 49,75      | 1                    | Forza Italia (FI)            | 750 628                   | 14,32     | 2,41    | 14            | 5             |               |       |  |  |
|                        | Attilio Fontana (Lega) | 2 793 370  | 49,75      | 1                    | Frères d'Italie (FdI)        | 190 804                   | 3,64      | 2,09    | 3             | 1             |               |       |  |  |
|                        | Attilio Fontana (Lega) | 2 793 370  | 49,75      | 1                    | Liste Fontana                | 76 637                    | 1,46      | Nv.     | 1             | 1             |               |       |  |  |
|                        | Attilio Fontana (Lega) | 2 793 370  | 49,75      | 1                    | Nous avec l'Italie (NcI)     | 66 355                    | 1,26      | Nv.     | 1             | 1             |               |       |  |  |
|                        | Attilio Fontana (Lega) | 2 793 370  | 49,75      | 1                    | Énergies pour la Lombardie   | 27 967                    | 0,53      | Nv.     | 1             | 1             |               |       |  |  |
|                        | Attilio Fontana (Lega) | 2 793 370  | 49,75      | 1                    | Parti des retraités (PP)     | 20 259                    | 0,38      | 0,56    | –             | 1             |               |       |  |  |
| Total Centre-droit     | Total Centre-droit     | 2 793 370  | 49,75      | 1                    | 2 686 610                    | 51,29                     | 8,22      | 48      | en stagnation | 49            |               |       |  |  |
|                        | Giorgio Gori (PD)      | 1 633 367  | 29,09      | 1                    |                              |                           |           |         |               |               |               |       |  |  |
|                        | Giorgio Gori (PD)      | 1 633 367  | 29,09      | 1                    | Parti démocrate (PD)         | 1 008 496                 | 19,24     | 6,09    | 15            | 2             |               |       |  |  |
|                        | Giorgio Gori (PD)      | 1 633 367  | 29,09      | 1                    | Liste Gori                   | 158 671                   | 3,02      | Nv.     | 2             | 2             |               |       |  |  |
|                        | Giorgio Gori (PD)      | 1 633 367  | 29,09      | 1                    | +Europa (+Eu)                | 108 743                   | 2,07      | Nv.     | –             | en stagnation |               |       |  |  |
|                        | Giorgio Gori (PD)      | 1 633 367  | 29,09      | 1                    | Lombardie pour l'autonomie   | 62 840                    | 1,19      | Nv.     | –             | en stagnation |               |       |  |  |
|                        | Giorgio Gori (PD)      | 1 633 367  | 29,09      | 1                    | Italie Europe Ensemble (IEI) | 35 071                    | 0,66      | Nv.     | –             | en stagnation |               |       |  |  |
|                        | Giorgio Gori (PD)      | 1 633 367  | 29,09      | 1                    | Civica Popolare (CP)         | 20 668                    | 0,39      | Nv.     | –             | en stagnation |               |       |  |  |
|                        | Giorgio Gori (PD)      | 1 633 367  | 29,09      | 1                    | Lombardie progressiste       | 20 036                    | 0,38      | Nv.     | –             | en stagnation |               |       |  |  |
| Total Centre-gauche    | Total Centre-gauche    | 1 633 367  | 29,09      | 1                    | 1 414 674                    | 26,99                     | 10,28     | 17      | 4             | 18            |               |       |  |  |
|                        | Dario Violi            | 974 984    | 17,36      | –                    |                              | Mouvement 5 étoiles (M5S) | 933 243   | 17,80   | 3,46          | 13            | 4             | 13    |  |  |
|                        | Onorio Rosati          | 108 407    | 1,93       | –                    |                              | Libres et égaux (LeU)     | 111 296   | 2,12    | Nv.           | 0             | en stagnation | 0     |  |  |
|                        | Angela De Rosa         | 50 368     | 0,89       | –                    |                              | CasaPound (CPI)           | 45 416    | 0,86    | Nv.           | 0             | en stagnation | 0     |  |  |
|                        | Massimo Gatti          | 38 194     | 0,68       | –                    |                              | Gauche pour la Lombardie  | 35 713    | 0,68    | Nv.           | 0             | en stagnation | 0     |  |  |
|                        | Giulio Arrighini       | 15 791     | 0,28       | –                    |                              | Grand Nord (GN)           | 13 769    | 0,26    | Nv.           | 0             | en stagnation | 0     |  |  |
|                        |                        |            |            |                      |                              |                           |           |         |               |               |               |       |  |  |
| Votes valides          | Votes valides          | 5 614 481  | 97,43      |                      | Votes valides                | Votes valides             | 5 240 126 | 90,94   |               |               |               |       |  |  |
| Votes blancs et nuls   | Votes blancs et nuls   | 147 978    | 2,57       | Votes blancs et nuls | Votes blancs et nuls         | 522 333                   | 9,06      |         |               |               |               |       |  |  |
| Total candidats        | Total candidats        | 5 762 459  | 100        | 2                    | Total partis                 | Total partis              | 5 762 459 | 100     | –             | 78            | en stagnation | 80    |  |  |
| Abstentions            | Abstentions            | 2 120 174  | 26,90      |                      |                              |                           |           |         |               |               |               |       |  |  |
| Inscrits/participation | Inscrits/participation | 7 882 633  | 73,10      |                      |                              |                           |           |         |               |               |               |       |  |  |